# Charles Lallemand
Charles Lallemand (ur. 23 czerwca 1774 w Metzu, zm. 9 marca 1839 w Paryżu) – francuski generał.

## Życiorys
Uczestnik wojen napoleońskich. Po zesłaniu Napoleona na Wyspę Świętej Heleny wyjechał do Teksasu gdzie planował utworzenie francuskiej kolonii po sprzedaniu Luizjany.